# Saccella impar
Saccella impar – gatunek małża morskiego należącego do podgromady pierwoskrzelnych.
Muszla wielkości: długość 1,5 cm, szerokość 0,8 cm, średnica 0,6 cm, kształtu wydłużonego. Występuje na głębokości od 4 do 37 metrów.
Są rozdzielnopłciowe, bez zaznaczonych różnic płciowych w budowie muszli. Odżywiają się planktonem oraz detrytusem.
Występuje od Meksyku po Kostarykę.